# Xã Delaware, Quận Sac, Iowa
Xã Delaware (tiếng Anh: Delaware Township) là một xã thuộc quận Sac, tiểu bang Iowa, Hoa Kỳ. Năm 2010, dân số của xã này là 275 người.